# 紀州黒潮温泉
紀州黒潮温泉（きしゅうくろしおおんせん）は、和歌山県和歌山市毛見にある温泉である。テーマパーク「和歌山マリーナシティ」内で湧出している。

## 泉質
- ナトリウム・マグネシウム-塩化物泉
  - 泉温　31.9℃

## 温泉地
前述のように、「和歌山マリーナシティ」内にある日帰り温泉施設「紀州黒潮温泉」で湧出している。
マリーナシティ内にある和歌山マリーナシティホテルに宿泊した場合は無料である。

## 歴史
- 1994年（平成6年）- マリーナシティとともに、「紀州黒潮温泉」開業。

## アクセス
- 南海和歌山市駅から和歌山バスのマリーナシティ/海南駅前行き、またはタクシーで約30分。
- JR和歌山駅から和歌山バスのマリーナシティ/海南駅前行き、またはタクシーで約30分。
- JR紀勢本線海南駅から和歌山バスのマリーナシティ方面行き、またはタクシーで約15分。
- 阪和道海南インターチェンジから車で約10分。
- 高野山・生石高原登山口から大十バス「高野マリンライナー」を利用。4月下旬から11月下旬まで1日1往復運行。高野山から2時間。